# Battaglia di Pidna
La battaglia di Pidna fu combattuta il 22 giugno 168 a.C. e costituì lo scontro decisivo della terza guerra macedonica, concludendosi con la netta vittoria delle legioni romane guidate dal console Lucio Emilio Paolo sull'esercito macedone del re Perseo. Questa vittoria portò alla fine della guerra e del Regno di Macedonia e al passaggio di tutta la Grecia sotto il controllo romano.
La battaglia evidenziò la superiorità tattica del sistema manipolare della legione romana, che nel giro di due ore sconfisse nettamente la rigida falange macedone. Un primo fattore di questa decisiva vittoria fu l'inizio disorganizzato della battaglia, che impedì ai Macedoni di formare una vera e propria formazione da battaglia; successivamente il console Emilio Paolo poté manovrare con abilità le sue legioni, sfruttando la maggiore flessibilità del suo esercito per scompaginare lo schieramento della falange.

## Antefatti
Dopo la seconda guerra macedonica, le relazioni tra la Regno di Macedonia e Repubblica romana erano ancora scarse e non era stato fatto alcun tentativo per migliorarle.
Il figlio di Filippo V, Perseo, salì al trono nel 179 a.C.; come il padre, odiava Roma e iniziò subito a sfidare l'autorità romana in varie regioni. Sposò Laodice, figlia di Seleuco IV Filopatore, sovrano del regno seleucide, e strinse trattati di alleanza, tra gli altri, con la Grecia, l'Epiro, i Seleucidi, Rodi e diverse tribù anti-romane della Tracia e dell'Illiria. Fece marciare i suoi eserciti sia nella Macedonia settentrionale sia nella Grecia meridionale, infrangendo i precedenti trattati della Macedonia con Roma. Infine, formò un'alleanza con la Lega achea e altre città-Stato greche, minacciando il controllo romano della Macedonia e della Grecia.
Nel 172 a.C. il re Eumene II di Pergamo, convinto alleato di Roma e nemico della Macedonia, si insospettì e informò i Romani delle azioni di Perseo, accusandolo di aver violato i confini di Pergamo. Tuttavia, il Senato romano non aveva ancora prestato molta attenzione alla questione, poiché l'attenzione dei Romani era concentrata sull'Illiria, dove erano ripetutamente impegnati in battaglie con le tribù locali. Tuttavia, l'opinione cambiò quando i problemi in Illiria e il tentativo di assassinio di Eumene furono collegati a Perseo. Il Senato decise di intraprendere un'azione militare contro Perseo e Roma inviò legionari e inviati in Epiro e in Grecia per assicurare le vie d'invasione in Macedonia e per garantire il sostegno delle città greche a Roma. La guerra fu dichiarata nella primavera del 171 a.C.; nelle prime settimane, i Romani riuscirono a ottenere una serie di piccole vittorie sui Macedoni, ma più tardi, nello stesso anno, Perseo sconfisse un esercito romano guidato dal console romano Publio Licinio Crasso nella battaglia di Callinico, vicino a Larissa, uccidendo 250 Romani e facendo 6 000 prigionieri. Crasso e i suoi successori dimostrarono poca abilità in battaglia e i loro movimenti erano scarsamente coordinati. Lo stesso anno, dopo la battaglia, le forze del pretore Lucrezio Gallo e poi di L. Ortensio saccheggiarono diverse città macedoni, fomentando l'odio tra i Greci.
Negli anni successivi la guerra si arenò e nessuna delle due parti ottenne un vantaggio strategico. I Romani finirono soprattutto per saccheggiare le città macedoni e greche, mentre Perseo si mise sulla difensiva e si concentrò sulla fortificazione delle sue posizioni al confine con la Macedonia. Nel 169 a.C., il console Quinto Marcio Filippo assunse il comando dell'esercito romano, ma non riuscì a costringere i Macedoni a una battaglia decisiva, anche se riuscì a superare il difficilissimo terreno montuoso fino all'altopiano vicino al monte Olimpo e a catturare Herakleion, Dion e altre città costiere.
Lucio Emilio Paolo fu eletto console per la seconda volta il 15 marzo 168 a.C. e divenne comandante dell'esercito romano in Macedonia.

### Avvicinamento alla battaglia

Manovre di avvicinamento alla battaglia di Pidna, parte 1: l'esercito romano è accampato nei pressi di Fila; le truppe macedoni bloccano il passaggio di quelle romane nei pressi del fiume Elpeus e del monte Olimpo, ma quando un distaccamento romano aggira il monte Olimpo e minaccia le loro linee di comunicazione, i Macedoni sono costretti a ritirarsi verso Pidna.

Manovre di avvicinamento alla battaglia di Pidna, parte 2: il 21 giugno le truppe romane incontrano l'esercito macedone schierato dietro il fiume Leuco (Leukos), con la falange schierata a doppia profondità; i Romani si schierano a battaglia, ma poi Emilio Paolo distacca manipolo dopo manipolo e mette su il castra.

Il 7 giugno 168 a.C. Paolo arrivò all'accampamento invernale dell'esercito romano vicino alla città di Fila, e trovò le truppe indisciplinate, problema a cui provvedette rapidamente. L'esercito romano si mise in marcia verso nord, raggiungendo prima Herakleion, poi le propaggini del monte Olimpo là dove scorreva il fiume Elpeus (moderno Ενιπέα), e dove il sovrano macedone Perseo aveva posto il campo a sbarrare l'avanzata romana. Qui vi fu uno scontro tra truppe leggere romane e macedoni, ma i Romani non riuscirono ad avanzare. Il sovrano macedone, temendo una manovra di aggiramento dei Romani per terra e per mare, distaccò 2 000 peltasti a Tessalonica, 1 000 cavalieri sulla costa e 5 000 uomini a sorvegliare il passo di Pitione, nei pressi del monte Olimpo. Paolo, però, venne a sapere dell'esistenza di un passo montano attraverso la Perrebia e decise di inviare un contingente, al comando di Scipione Nasica e di Fabio Massimo Emiliano (figlio naturale di Emilio Paolo), con l'ordine di aggirare il monte Olimpo e prendere Perseo alle spalle: i Romani riuscirono a sconfiggere il presidio macedone a Pitione, impossessandosi della cittadina, ma Perseo fu informato della disfatta e decise di abbandonare la sua posizione e ritirarsi a nord, in direzione delle pianure nei pressi della città costiera di Pidna.
Riunitosi al contingente di Scipione Nasica, l'esercito romano al comando di Paolo si imbatté di nuovo in quello nemico il 21 giugno, quando le truppe di Perseo presero posizione subito dietro il fiume Leuco (Leukos, il moderno Agios Georgios), fermando l'avanzata romana: a oriente le truppe macedoni si ancorarono su un terreno paludoso, mentre a occidente la fanteria leggera presidiava alcune basse pianure; al centro, la falange macedone fu disposta su doppia profondità, con 32 ranghi, a coprire la stretta pianura.
Arrivato nei pressi dell'esercito nemico, Paolo fece prima disporre i suoi uomini in linea di battaglia, ma rifiutò successivamente lo scontro, distaccando e arretrando un manipolo alla volta per andare a mettere campo a qualche chilometro di distanza; la ragione di questa precauzione è forse da identificare con il numero simile di soldati tra le due parti e quindi col timore di uno scontro alla pari e incerto.
Perseo non impegnò a battaglia le truppe nemiche in ritirata, probabilmente perché la sua falange, schierata sul doppio dei ranghi, aveva un fronte molto ridotto che poteva offrire il fianco al contrattacco romano una volta passato il fiume ed entrata nella pianura più larga. È possibile che comunque le truppe macedoni abbiano seguito la ritirata romana da una certa distanza e che la cavalleria romana abbia effettuato un lavoro di copertura della fanteria in arretramento, in quanto una fonte parla di truppe macedoni in lenta avanzata e di cavalleria romana che abbatté le sarisse cavalcando lungo il fronte nemico.
Il disimpegno delle truppe romane generò malcontento tra gli ufficiali di Paolo, dando a Perseo una sorta di vittoria morale; al contempo, l'accampamento romano creava qualche problema ai Macedoni, che dovevano controllare un fronte maggiore di quello iniziale, tanto che alcuni ufficiali romani temettero che Perseo potesse disimpegnare il suo esercito durante la notte e ritirarsi sulle montagne. La posizione di Perseo era comunque molto favorevole, e l'esercito macedone non si allontanò durante la notte, che fu però segnata da un'eclissi lunare che fu interpretata in maniera infausta dai soldati di entrambe le parti.
Quando due eserciti si accampavano a breve distanza l'uno dall'altro, era normale che fossero disposti degli schermi di protezione costituiti da truppe leggere, per controllare le azioni del nemico, e che gli eserciti fossero mantenuti in uno stato di allerta, talvolta schierando le truppe per dimostrare al nemico la propria preparazione. All'inizio della battaglia di Pidna, alcuni schermagliatori romani erano disposti davanti all'esercito, forse composti da velites romani e italici e da fanteria leggera greca. Oltre agli schermagliatori, che avevano anche il compito di proteggere i soldati incaricati dell'approvvigionamento dell'acqua, i Romani distaccarono un contingente composto da cinque coorti di fanteria (3 000 uomini in totale) e quattro turmae di cavalleria, distribuite tra due presidi: uno, più piccolo, di fronte al campo macedone, composto da una coorte di Peligni, una di Marrucini e due turmae di cavalieri sanniti; uno, più grande, davanti al campo romano, composto da due coorti di coloni latini e una di Vestini, oltre a due turmae di cavalieri latini. Le fonti menzionano solo 800 Traci schierati a schermo vicino al corso del fiume; è possibile che le truppe macedoni che giunsero per prime sul campo di battaglia quando si accese lo scontro – Traci, mercenari greci e Peoni, l'Agema macedone – fossero le truppe usate come schermo da Perseo.

## Battaglia

### Sito della battaglia
Le fonti antiche riportano che la battaglia fu combattuta su di una pianura posta prima della città tessala di Pidna e dotata di basse colline poste sul fianco destro macedone. Al centro di questa pianura scorreva un corso d'acqua, il Leuco, poco profondo, che all'inizio della battaglia aveva diviso i due schieramenti e che entrambi gli eserciti avevano usato per l'approvvigionamento idrico, specialmente nel punto in cui avvenne il primo scontro tra le truppe, più vicino al campo macedone che a quello romano. Il terreno posto davanti al campo romano era poco adatto alla falange macedone, e i due campi erano abbastanza vicini da permettere la vista del campo macedone dal praetorium del castra romano.
Lo schieramento in battaglia di entrambi gli eserciti richiese circa 2,5 km di fronte: i circa 23 000 falangiti di Perseo (la falange dei Leukaspides, la falange dei Chalkaspides e i peltasti con l'Agema), se disposti nello schieramento consueto su sedici ranghi e tre piedi per soldato, avrebbero richiesto circa 1300 m, mentre i restanti 10 000 uomini di Perseo avrebbero occupato circa 1 km se schierati su otto ranghi. Dallo svolgimento della battaglia, sembra evidente che ciascuna legione romana fosse in grado di schierarsi con un fronte equivalente a quello di una falange. Infine, il luogo dello scontro doveva avere spazio a sufficienza per ospitare il campo romano e quello macedone, di dimensioni approssimativamente pari a 650 m² l'uno.

Disposizione delle truppe nella battaglia di Pidna secondo Hammond 1984: in questa ricostruzione le truppe romane fanno fronte verso est-sud-est invece che verso nord come correntemente ritenuto

Diversi luoghi a sud di Pidna sono stati proposti dagli studiosi nel corso degli anni, tra cui la città di Katerini, o le sue vicinanze. Più recentemente l'area della battaglia è stata identificata a nord-ovest di Kitros, nella pianura a est della quale scorrono in direzione est-ovest i due fiumi di Agios Georgios e Agios Demetrios, il primo dei quali sarebbe da identificare con il Leuco, il secondo con l'Esone. L'orientamento esatto dello schieramento è disputato, ma la posizione più verosimile è che l'esercito romano sia sceso in battaglia con il fronte diretto verso nord.

### Fonti
Una delle fonti per la battaglia di Pidna è Tito Livio, che all'epoca di Augusto compose una storia di Roma sulla base di fonti più antiche.
Tra le fonti usate da Tito Livio c'è Polibio, un politico e generale acheo che fu fatto prigioniero dai Romani e che li accompagnò nel corso della terza guerra macedonica, assistendo forse alla battaglia di Pidna in prima persona; il suo patrono fu Scipione Emiliano, figlio naturale di Emilio Paolo, che partecipò alla battaglia in qualità di cavaliere. Polibio compose la sua opera, Storie poco dopo il 167 a.C., ma la parte contenente la narrazione della battaglia di Pidna è andata perduta, anche se si è conservata nelle fonti successive che ne fecero uso, come appunto Livio; un frammento conservatosi in originale riporta il racconto di Emilio Paolo sulla paura che provò nel corso della battaglia a causa della falange macedone, cosa che prova che Paolo stesso fosse una delle fonti di Polibio. Altre due fonti di Tito Livio furono Scipione Nasica, che combatté a Pidna come tribuno militare di Paolo, e una fonte annalistica anonima, che metteva in risalto le gesta degli alleati italici. Il testo di Tito Livio, però, è affetto da un'ampia lacuna, per cui si interrompe subito dopo lo schieramento dei due eserciti a battaglia e riprende con l'ingaggio delle due linee di fanteria pesante.
Un'altra fonte della battaglia è costituita da Plutarco, che nella sua opera Vite parallele dedica un libro a Emilio Paolo e dunque tratta della battaglia di Pidna, anche se in maniera più concisa di Livio. Tra le fonti citate da Plutarco ci sono nuovamente Nasica e Polibio, oltre a un altrimenti ignoto Posidonio che avrebbe combattuto nella terza guerra macedonica e scritto una biografia di Perseo. È probabile che Plutarco abbia usato Livio stesso. Sebbene più conciso della narrazione liviana, il racconto di Plutarco della battaglia di Pidna è importante perché completo.

### Partecipanti

#### Esercito romano

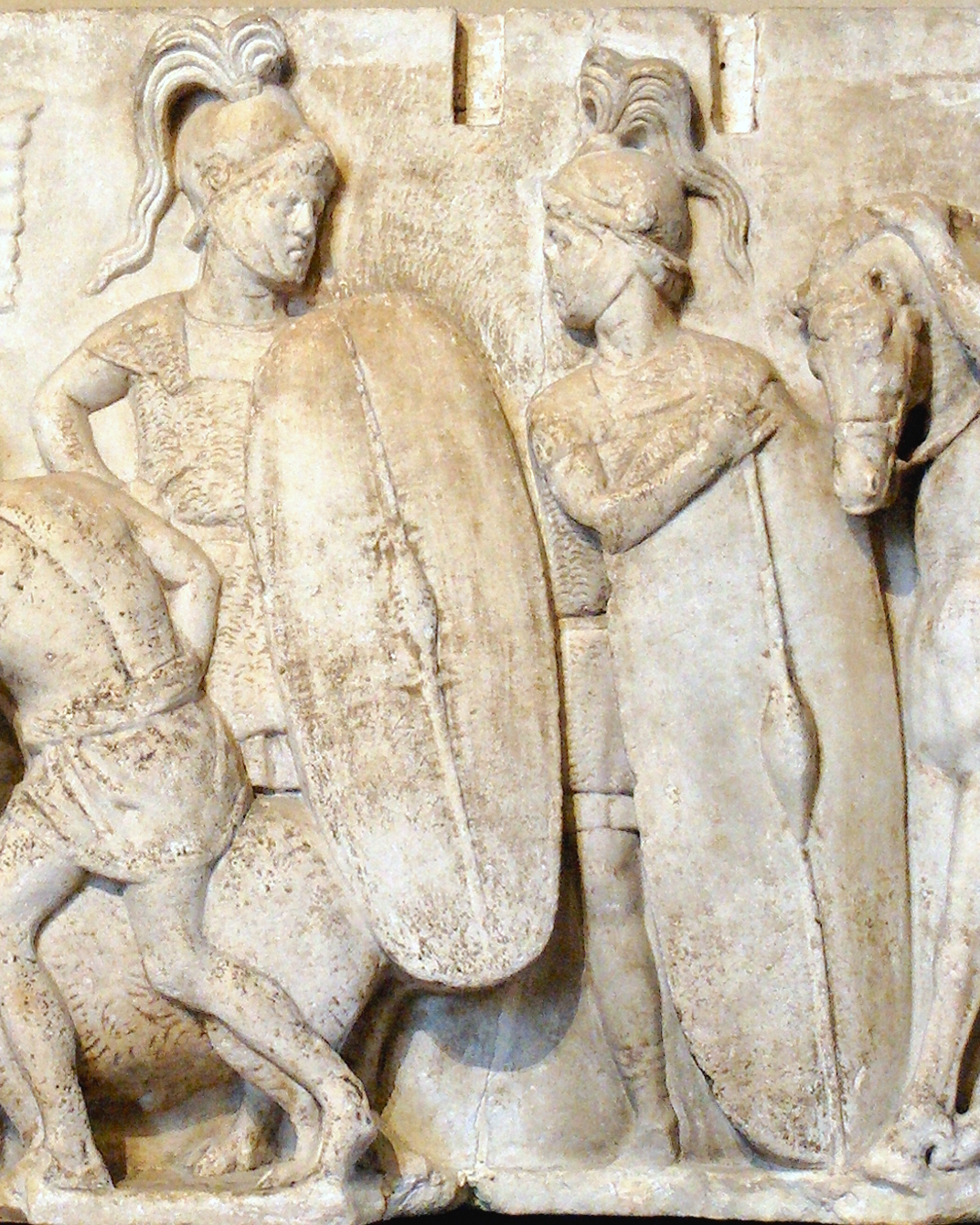
Dettaglio della decorazione dell'ara di Domizio Enobarbo (II secolo a.C.): sono raffigurati due legionari armati pesantemente con le tipiche armature del II secolo a.C., elmi tipo Montefortino, armatura ad anelli e scutum ovale

Al comando di Emilio Paolo c'erano due legioni romane, i cui effettivi erano stati portati a 6 000 uomini l'una; un'ala di socii italici (5 000 uomini l'una) si accompagnava a ciascuna legione; infine, Nasica aveva avuto a disposizione 3 000 Italici scelti, probabilmente gli extraordinarii, e 5 000 socii per aggirare la posizione di Perseo sul fiume Elpeo. Contando le due legioni, le due alae di socii e i 3 000 extraordinari si arriva a un totale per l'esercito romano di 25 000 soldati, Romani e Italici, a cui si possono aggiungere 600 cavalieri romani (300 per legione) e circa 900 italici.
Tra le truppe ausiliarie sono registrati: 700 Liguri dei 2 000 arruolati nel 171 a.C.; 1 000 cavalieri e 1 000 fanti leggeri numidi, più 22 elefanti aggregati all'esercito romano dopo la battaglia di Callinico; forse 600 cavalieri galli, arruolati e inviati in Macedonia, ma di cui le fonti della battaglia non fanno menzione; 4 000 fanti e 1 000 cavalieri attalidi, 1 500 achei, più numerosi contingenti più piccoli, come i cavalieri tessali ed etoli.
Contando le truppe romane e italiche (25 000 fanti e 1 500 cavalieri) e quelle ausiliarie (poco meno di 10 000 uomini), è possibile raggiungere un numero totale di circa 35 000 uomini per l'esercito di Emilio Paolo, un numero compatibile con i circa 35000-40000 uomini riportati da Livio. Le forze terrestri erano supportate da una squadra navale comandata dal pretore Gneo Ottavio.

#### Esercito macedone

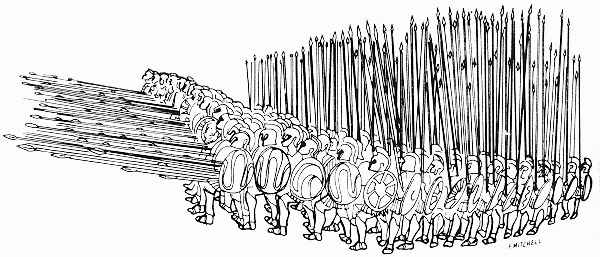
Falange macedone

Le tattiche, l'equipaggiamento e la composizione dell'esercito di Perseo furono ereditati dalle forze militari di Alessandro Magno e Filippo II. L'esercito comprendeva mercenari stranieri reclutati dai Macedoni, ma la sua forza più potente era una falange di 20 000 uomini armati di sarissa, una lancia lunga circa 6,3 metri. La sarissa doveva essere maneggiata con due mani, quindi al braccio veniva applicato uno scudo rotondo («pelta»). Gli uomini indossavano anche un elmo di bronzo, una corazza di lino indurito e parastinchi, e portavano una spada, ma di solito non erano addestrati come schermidori. Il denso muro di lance intimoriva diversi avversari e la falange era difficile da sconfiggere frontalmente, finché rimaneva in linea. Paolo non aveva mai visto una falange in battaglia e in seguito ammise che lo spettacolo più terrificante della sua vita era stato quello di una falange macedone che avanzava verso i suoi uomini. La falange macedone di Perseo a Pidna era divisa in due unità, i Chalkaspides («Scudi di bronzo»), che combatterono a sinistra, e i Leukaspides («Scudi bianchi»), che combatterono a destra.
La spinta della falange era in avanti e in quella direzione erano orientate le sarisse, che impedivano ai soldati di difendersi dagli attacchi ai fianchi; a protezione dei fianchi della falange erano i 5 000 peltasti, la fanteria di élite, di cui 2 000 veterani formavano la guardia reale o «Agema», comandata da Leonnatos e Thrasippos.
La cavalleria era composta da 3 000 cavalieri macedoni e 1 000 cavalieri forniti e comandati dal re Coti VI di Odrisia.
Il resto dell'esercito macedone era composto da truppe ausiliarie, alleati e mercenari: 3 000 Peoni e Agriani, 3 000 Traci, 2 000 Galli agli ordini di Asclepiodoto di Eraclea Sintica e 3 000 Cretesi agli ordini di Soso di Falasarna e di Sillo di Cnosso, 500 Etoli e Beoti comandati dall'acheo Licone, oltre a 500 mercenari greci al comando dello spartano Leonica, per un totale di 12 000 soldati leggeri.
Plutarco afferma che nel giugno 168, quando Perseo prese il comando delle operazioni, l'esercito macedone aveva 40 000 fanti e 4 000 cavalieri; inoltre sia Plutarco sia Tito Livio affermano che a Pidna i Macedoni avevano la superiorità numerica sui Romani. Livio riporta però che nella primavera del 168 i legati dell'esercito romano in Macedonia riportarono al Senato romano che l'esercito di Perseo contava appena 30 000 uomini; è possibile che le fonti abbiano attribuito i dati del 171 alla situazione del 168, e che le truppe macedoni fossero in inferiorità numerica rispetto a quelle romane a Pidna.

### Svolgimento

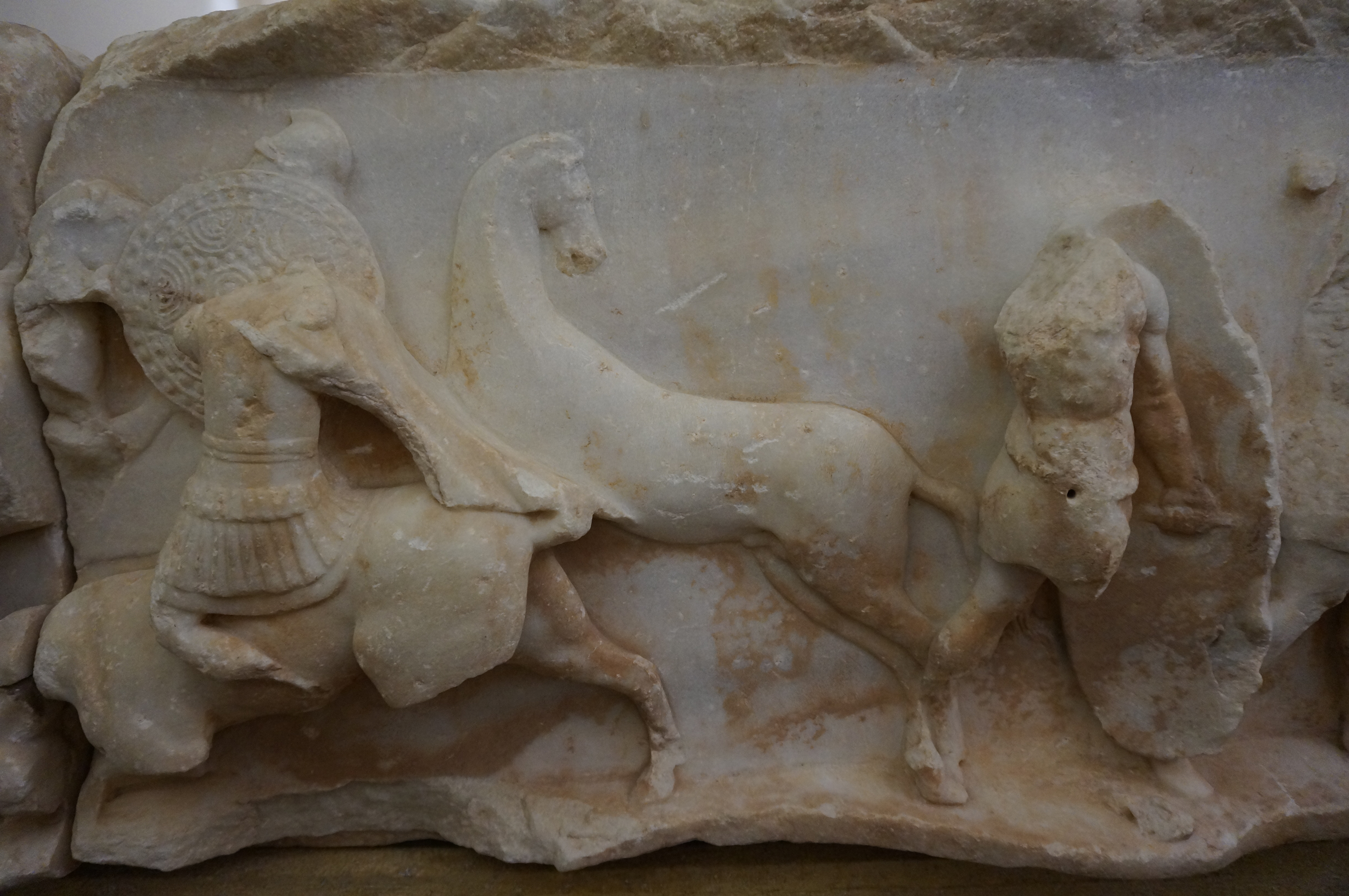
Dettaglio del monumento di Emilio Paolo a Delfi, con il cavallo che fu conteso da Traci e Liguri scesi al fiume Leuco per approvvigionarsi d'acqua; questa schermaglia diede poi inizio alla battaglia di Pidna

Fase 1 della battaglia, mentre le schermaglie al fiume salgono di intensità ed entrambe le parti fanno uscire rapidamente le forze dagli accampamenti

La battaglia fu un incontro non programmato, in quanto entrambi gli eserciti si erano disposti a costruire i propri accampamenti, predisponendo delle truppe di schermo fra di loro, per controllare il nemico e per proteggere le squadre incaricate degli approvvigionamenti; fu proprio durante un'operazione di approvvigionamento dell'acqua che due gruppi, di Traci da una parte e di Liguri dall'altra, iniziarono a combattere per un mulo o un cavallo che si era liberato. Lo scontro crebbe di dimensioni, con centinaia di Traci e Liguri coinvolti, e né Perseo né Emilio cercarono di interrompere quello che era iniziato come un piccolo scontro tra ausiliari, ma iniziarono anzi a far uscire le truppe dai rispettivi campi non appena fossero pronte, andando a ingrossare le file dei soldati coinvolti nel combattimento. Lo scontro ebbe quindi origine in maniera indipendente dalla volontà dei comandanti, tanto che né Emilio né Perseo ebbero il tempo di indossare elmo o corazza.
Mentre Emilio Paolo dirigeva il dispiegamento delle forze romane sul campo di battaglia dal castra, Scipione Nasica uscì dall'accampamento raggiungendo gli schermagliatori impegnati nello scontro nei pressi del fiume, e assistette al dispiegamento delle truppe macedoni dal loro accampamento: in posizione avanzata, già in marcia verso il campo di battaglia, erano i Traci, seguiti dai mercenari greci frammisti ai Peoni, mentre i peltasti e l'Agema erano usciti dall'accampamento ma si stavano organizzando in ranghi, e i Chalkaspides stavano ancora uscendo dall'accampamento. I Chalkaspides dovettero marciare circa un chilometro per raggiungere il proprio posto a occidente; al loro fianco si schierarono i Leukaspides, che forse non furono notati da Nasica perché usciti da una porta laterale del loro accampamento. Emilio Paolo uscì dalla porta praetoria del castra con la Legio I, e la schierò di fronte ai Chalkaspides, mentre a qualche distanza alla loro destra c'erano le due coorti di Peligni e Marrucini (oltre a due turmae di cavalieri sanniti) del presidio avanzato, forse già impegnate nello scontro con l'Agema. La Legio II (agli ordini di Lucio Postumio Albino) e l'Ala Sinistra uscirono dall'accampamento, probabilmente dalla porta principalis sinistra, e si diressero a schierarsi sul lato sinistro della formazione romana, mentre l'Ala Dextera, uscendo dalla porta principalis dextra, andò a raggiungere il presidio avanzato romano, composto da tre coorti (due di colonie latine e una di Vestini) e due turmae di cavalieri latini.

Fase 2 della battaglia, mentre le formazioni da ambo i lati si muovono in posizione e lanciano attacchi reciproci

La battaglia vera e propria iniziò con l'avanzata dei 3 000 uomini dell'Agema contro i 1 200 soldati delle due coorti peligna e marrucina: i soldati italici tentarono di rendere inoffensive le micidiali sarisse macedoni sia mozzandole con le spade sia strappandole con le stesse mani, ma i Macedoni, rafforzando la presa sulle sarisse, riuscirono in breve tempo costringere gli alleati italici ad arretrare verso monte Olocro, dove furono inseguiti dai Macedoni dietro ordine di Perseo. Malgrado l'inferiorità numerica e l'esperienza dei nemici, gli alleati italici riuscirono ad arretrare con ordine, proteggendo il fianco della Legio I di Emilio Paolo: Plutarco registra il gesto eroico dell'hegemon peligno Salvius, che lanciò l'insegna della propria unità alle spalle dei peltasti che avanzavano e ordinò ai propri uomini di andare a riprenderla. Quello che apparve al momento un vantaggio macedone, si sarebbe poi rivelato la causa della sconfitta, in quanto l'Agema si impegnò in questo scontro con gli alleati italici, lasciando scoperto il fianco dei Chalkaspides e condannandoli alla sconfitta. Emilio Paolo, infatti, giudicò che gli alleati italici fossero in grado di tenere impegnata l'Agema, e ordinò alla Legio I di avanzare contro i Chalkaspides, superando i peltasti nemici, mentre simultaneamente Postumio Albino ordinò alla Legio II di avanzare contro i Leukaspides.
La Dextera Ala romana, elefanti in testa, entrò in contatto con l'ala sinistra macedone: gli elephantomachoi di Perseo non riuscirono a fermare gli elefanti romani, e i mercenari e gli ausiliari macedoni collassarono sotto la pressione della fanteria latina e alleata. I Chalkaspides attraversarono un corso d'acqua per entrare in contatto con la Legio I: Emilio Paolo avrebbe successivamente ammesso di essere stato personalmente spaventato dalla loro avanzata, evidentemente effettuata in buon ordine malgrado il terreno. Presto, però, la coesione dell'unità macedone venne meno: l'avanzata dell'Agema aveva lasciato scoperto il fianco sinistro dei Chalkaspides, ma alcuni di loro si impegnarono in diversi combattimenti isolati, talvolta avanzando oltre i propri compagni, creando delle aperture nella formazione, che prima frammentarono, poi dissolsero la linea macedone. Sull'ala destra macedone, i Leukaspides non si erano ancora perfettamente schierati, quindi l'avanzata romana permise ai soldati della Legio II di infiltrarsi nello schieramento macedone, dissolvendo la falange, forse addirittura prima che potessero attraversare il corso d'acqua davanti a loro. Secondo Plutarco, la battaglia terminò in meno di un'ora; considerato il tempo necessario per schierare i due eserciti, è possibile che il collasso della fanteria macedone sia avvenuto in meno di 40 minuti dall'inizio dello scontro, tanto che alla fine della battaglia re Perseo e la sua cavalleria erano ancora sul campo ma non erano ancora entrati in azione.
A differenza dell'esercito dei Seleucidi nella battaglia di Magnesia, apparentemente i soldati macedoni non cercarono riparo nel proprio accampamento fortificato, cosa che gli avrebbe permesso di opporre una resistenza ai Romani; questo sarebbe spiegabile se la Dextera Ala romana fosse stata in grado di conquistare il campo macedone prima della disfatta della falange, privando i falangiti di un luogo in cui ripararsi. I Romani inseguirono i Macedoni in fuga, e furono fermati solo dal calar della notte.
Le fonti romane riportano 20 000 o 25 000 morti tra i Macedoni, ed è noto che i legati di Emilio Paolo annunciarono a Roma migliaia di Macedoni uccisi e catturati: Tito Livio riporta che nel corso del trionfo di Emilio Paolo furono fatti sfilare 11 000 Macedoni prigionieri. Gli storici moderni ritengono che se le cifre dei prigionieri possono essere corrette, in quanto questi erano rendicontati nei trionfi, quelli dei morti sono probabilmente gonfiate per motivi propagandistici; in ogni caso, le perdite macedoni furono straordinariamente elevate, anche in considerazione del fatto che morti e feriti furono concentrati nelle truppe maggiormente coinvolte nello scontro, ovvero nelle falangi e nell'Agema, tutte a forte connotazione etnica macedone, cosa che spiega il rapido affievolirsi del sostegno alla dinastia antigonide dopo la battaglia presso la popolazione del regno che fu così segnata dalla sconfitta. Le perdite romane furono molto più contenute, stando alle fonti, con 100 morti per Poseidonio, 80 per Nasica, o meno di 100 Peligni; la disparità di cifre tra le perdite dei vincitori e dei vinti era abbastanza frequente nelle battaglie in cui i due schieramenti erano riusciti a mantenere le proprie formazioni intatte durante lo scontro, e la maggior parte delle perdite avveniva durante la fuga degli sconfitti e il loro inseguimento.

## Conseguenze
In seguito alla sconfitta, Perseo si rifugiò con la sua cavalleria a Pella e successivamente si recò ad Anfipoli, poi ad Alepso, da dove avrebbe potuto imbarcarsi per Creta: non riuscendovi, decise di andare a Samotracia, ma Gneo Ottavio lo raggiunse sull'isola e il sovrano macedone dovette arrendersi con la propria famiglia, finendo prigioniero di Emilio Paolo. Dopo aver sfilato nel trionfo del generale romano, Perseo e la sua famiglia furono inviati ad Alba Fucens, dove il sovrano macedone morì nel 166 a.C. Anche Bithys, figlio di re Cothys, sfilò durante il trionfo, e fu poi mandato a Carseoli; successivamente fu rimandato dal padre, in modo da sancire un'alleanza tra i Romani e gli Odrisi.
I Romani, che allo scoppio della guerra contro Perseo avevano avuto un sostegno debole e ambiguo da parte degli Stati orientali, abbandonarono la linea di politica filo-orientale attuata dagli Scipioni per adottarne una molto più dura nei confronti dei popoli assoggettati. La Macedonia rimase indipendente, ma suddivisa in quattro Stati separati, in modo che non costituisse più una minaccia per i Romani; il regno dell'Illirico fu annesso all'Epiro, passando sotto diretta dipendenza romana. La Lega Achea dovette inviare 1 000 ostaggi a Roma: tra questi c'era Polibio, che divenne maestro dei figli di Emilio Paolo e amico di Scipione Emiliano. Il Senato romano valutò l'opportunità di scendere in guerra contro Rodi, che era stata premiata dai Romani con la pace di Apamea ma che si era avvicinata a Perseo, ma seguendo la posizione di Catone si decise di toglierle alcuni possedimenti che le erano stati concessi (Caria, Perea, Licia) e le fu portato un serio colpo economico con l'istituzione del porto franco di Delo.
Per celebrare la vittoria di Emilio Paolo su Perseo, un monumento incompleto di re Perseo a Delfi fu ri-lavorato in modo da farlo diventare un monumento a Emilio Paolo, completandolo con degli altorilievi raffiguranti la vittoria romana sui Macedoni.

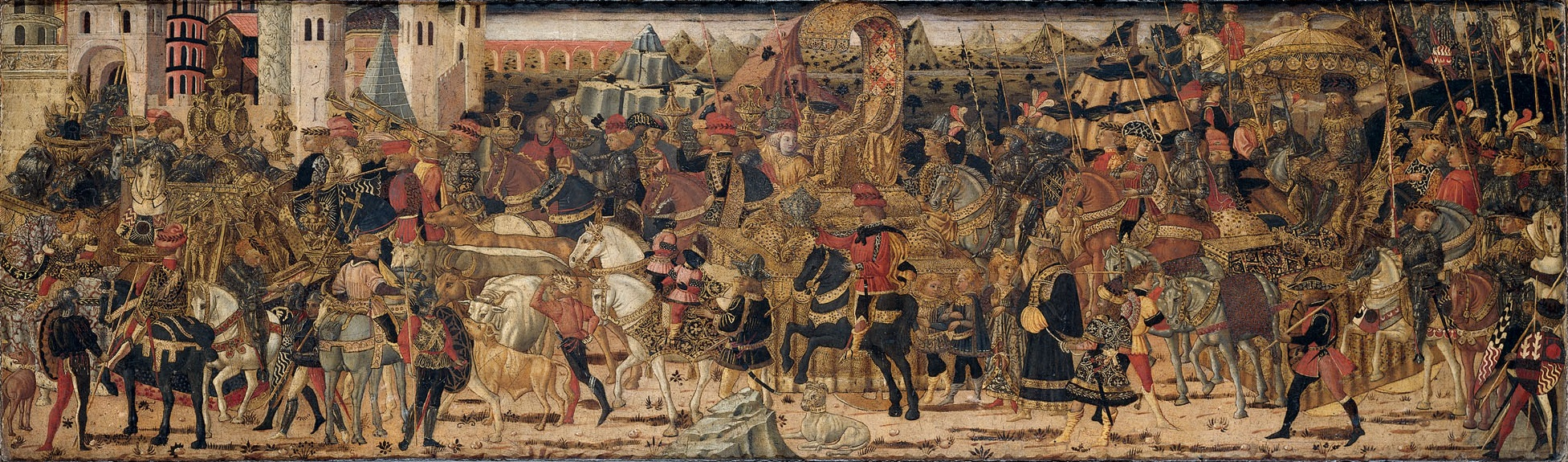
Il trionfo di Emilio Paolo dopo la battaglia di Pidna, dipinto di anonimo fiorentino conservato nella Galleria nazionale d'Irlanda

### Testimonianze antiche
La trattazione più estesa e completa della battaglia di Pidna è contenuta in:
- Tito Livio, Ab Urbe condita libri CXLII, XLIV 41–42 (mancante della parte iniziale);
- Plutarco, Vite parallele – Emilio Paolo, 18–22.

Fonti più concise o discontinue che riferiscono della battaglia sono:
- Polibio, Storie, XXIX 17;
- Diodoro Siculo, Bibliotheca historica, XXX 20 e 22;
- Velleio Patercolo, Historiae Romanae ad M. Vinicium consulem libri duo, I 9, 4;
- Frontino, Strategemata, IV 5, 16;
- Floro, Epitoma de Tito Livio bellorum omnium annorum DCC libri duo, I 28, 7–9;
- Orosio, Historiarum adversus paganos libri septem IV 20, 39 (che menziona la vittoria romana);
- Eutropio, Breviarium ab Urbe condita, IV 7, 1;
- Zonara, Epitome delle storie, IX 23.

### Studi moderni
- Federico Frasson, La battaglia di Pidna nel racconto di due testimoni. A proposito di alcuni frammenti di Scipione Nasica e Posidonio, in V. Costa (a cura di), Tradizione e trasmissione degli storici greci frammentari II, Tivoli, 2013,  pp. 335-364.
- (EN) N. G. L. Hammond, The Battle of Pydna, in Journal of Hellenic Studies, vol. 104, 1984,  pp. 31-47, DOI:10.2307/630278.
- (EN) Paul Johstono e Michael J. Taylor, Reconstructing the Battle of Pydna, in Greek, Roman, and Byzantine Studies, vol. 62, 2022,  pp. 44-76.
- Davide Morelli, La battaglia di Pidna. Aspetti topografici e strategici, in Klio, vol. 103, n. 1, 2021,  pp. 97-132, DOI:10.1515/klio-2020-0304.
- Vito A. Sirago, Che c'entra oggi la battaglia di Pidna?, in Quaderni catanesi di studi antichi e medievali, 2003,  pp. 171-194.